# 三號上科尼托鎮區 (北卡羅萊納州厄齊康縣)
三號上科尼托鎮區（英語：Township 3, Upper Conetoe）是位於美國北卡羅萊納州厄齊康縣的一個鎮區。

## 地方資料
三號上科尼托鎮區的面積為148.67平方千米，皆為陸地。根據2020年美國人口普查的數據，當地共有人口782人，而人口密度為每平方千米5.26人。